# Atlantic Popes
Die Atlantic Popes sind ein virtuelles Musikprojekt von Bernhard Lloyd, dem Mitbegründer und langjährigen Mitglied der deutschen Pop-Band Alphaville und dem Sänger Max Holler. Die Band produziert Elektronische Popmusik mit einer Vielfalt an Stilen und Klangwelten.

## Name
Atlantic bezieht sich auf den Südwesten Frankreichs, wo das Duo die meisten Songs seines ersten Albums geschrieben hat. Popes ist scherzhaft gemeint. Laut Bernhard Lloyd gefällt beiden Musikern die Idee, dass jeder ein Papst ist und dass in „Popes“ das Wort „POP“ enthalten ist.

## Bandgeschichte
Lloyd und Holler trafen sich erstmals 1989 in Berlin. Sie nahmen sich eine Auszeit von anderen Projekten, um an der Südwestküste Frankreichs gemeinsam zu arbeiten. Das erste Album wurde im LunaPark Studio in Berlin aufgenommen und in Lloyds Heimstudio fertiggestellt. Ende der 1990er Jahre gaben sie ihrem Musikprojekt seinen Namen Atlantic Popes. Das erste Album mit dem gleichnamigen Titel Atlantic Popes wurde 2001 veröffentlicht und enthält 14 Songs, darunter Love und Ice auch in französischer Version. Marian Gold, der Sänger von Alphaville, wirkte beim Song Games beim Begleitgesang mit. Zu jedem Song des Albums produzierte die Bands kurze Comic-Animationsvideos, die heute noch auf ihrer Website angeschaut werden können.
2001 wurden Atlantic Popes eingeladen, an dem Album True Faith: A Tribute to New Order teilzunehmen. Da sie sich den Song aussuchen konnten, produzierte die Band eine Coverversion von Ceremony, einem Lied, das kurz nach Ian Curtis’ Tod veröffentlicht wurde und das Bernhard Lloyd besonders mag.
Nach 20-jähriger Veröffentlichungspause meldeten sich die Atlantic Popes 2020 mit Hold on zurück. Danach veröffentlichten sie mehrere neue Songs.

## Diskografie

### Alben
- 2001: Atlantic Popes

### Singles
- 05/2020: Hold On
- 05/2020: Tres (erschienen in drei Versionen: „Padre Mix“, „Figlio Mix“ und „Spirito Mix“)
- 07/2020: Morningson (der Text bezieht sich auf den jüngsten Sohn von Bernhard Lloyd)
- 07/2020: Rhauder’s Enclaved Acid Mix
- 11/2020: Bars of Sevilla (eine Hommage an die spanische Stadt Sevilla und die beeindruckende und faszinierende Kunst des Flämischen)
- 02/2021: Man in the Moon (ein Song von einer immersiven Atmosphäre mit einem hypnotischen und dichten Gefühl, in dem der Mond Situationen bezeugt, die niemand auf der Erde wirklich sehen möchte)
- 05/2021: Clouds and Years (ein Song mit einem melancholischeren und subjektiveren Ton, der sanft dazu anregen soll, über (vielleicht unerreichbare) Träume und das Leben nachzudenken)
- 09/2021: Tres - Pascale Voltaire Remix (Pascale Voltaire erfand den im Mai 2020 erschienenen Song Tres neu und verwandelte ihn in eine Club-Hymne)
- 03/2022: Wide Eyed (in dem Song präsentieren Atlantic Popes emotional und energiegeladen ein Spiel aus Schmerz und Rausch, dem Preis der Freiheit)
- 09/2022: In the Arts (Shortcut und Complete Version) (der sehr elektronische Song betrachtet die Welt als Museum und das reale Leben im Licht der Kunst)
- 11/2022: Little 15 (Depeche_Mode Cover, der Song ist Teil des Tribute Album #6122 zu Ehren von Andy Fletcher)

### Spezielle Projekte
- 2001: Ceremony (Cover) – True Faith: A Tribute to New Order
- 2022: Little 15 (Cover) - #6122: A Tribute Album to Andy Fletcher from Depeche Mode

### Cover von Atlantic Popes Songs
- 11/2021: Clouds and Years (Cover von Dream Image)[6]

## Auszeichnungen
- Das von Max Holler selbst produzierte Musikvideo zur Single „Hold On“ wurde im September 2020 beim Buddha Picasso Einstein Film Festival mit dem Best Music Video Award ausgezeichnet.[7] Auch bei den Gold Movie Awards UK 2021 erhielt das Video das Prädikat "Official Selection".[8]